# 26 Batalion Piechoty (Australia)
26 Batalion Piechoty − batalion piechoty Armii Australijskiej, sformowany w kwietniu 1915 i będący częścią Pierwszych Zbrojnych Sił Imperialnych Australii. Podczas I wojny światowej oddział ten wchodził w skład 7 Brygady Australijskiej.
Formacja brała udział m.in. w bitwie o Gallipoli, a następnie została przerzucona do Europy na front zachodni. W maju 1919 jednostka została rozwiązana i następnie po reorganizacji stała się częścią Milicji Australijskiej i przybrała nazwę 26 Batalion (Pułk Logana i Alberta). W 1939 batalion ponownie zmienił nazwę na 26 Australijski Batalion Piechoty i został przyłączony do 11 Brygady. W 1943 batalion został przerzucony do Holenderskich Indii Wschodnich, gdzie stał się częścią Sił Zbrojnych Merauke. Następnie oddział został przerzucony na wyspę Bougainville, gdzie brał udział w starciach przeciwko Japończykom. Po wojnie jednostka stała się jednostką strażniczą powołaną do nadzorowania japońskich jeńców. 26 sierpnia 1946 jednostka została rozwiązana na stałe.

## Udział w bitwach
- I wojna światowa: Bitwa o Gallipoli, I ofensywa sueska, Bitwa nad Sommą, Bitwa pod Pozières, Bitwa pod Passchendaele.
- II wojna światowa: Wojna na Pacyfiku, Bitwa o plantacje Porton, Walki na Nowej Gwinei.

## Dowódcy
I wojna światowa
- podpłk George Andrew Ferguson.
- podpłk Reginald John Albert Travers.
- podpłk William MacIntyre Davis.

II wojna światowa
- podpłk Henry William (Harry) Murray.
- podpłk John Noel Abbott.
- podpłk Benard James Callinan.
- podpłk Allan Gordon Cameron.
- podpłk Peter Glyn Clifton Webster.
- podpłk Eric Barnes.